# Холманских, Игорь Рюрикович
И́горь Рю́рикович Холма́нских (род. 29 июня 1969, Нижний Тагил, Свердловская область, РСФСР, СССР) — российский государственный деятель.
Полномочный представитель президента Российской Федерации в Уральском федеральном округе (18 мая 2012 — 26 июня 2018). Председатель совета директоров «Уралвагонзавода» (9 июля 2018 — 29 января 2020). Действительный государственный советник Российской Федерации 1-го класса (2013).

## Биография
Родился в семье Рюрика Степановича и Серафимы Васильевны, более тридцати лет проработавших на «Уралвагонзаводе». Есть брат Олег, работает врачом в тагильской поликлинике. Учился в средней школе № 86. В конце 1980-х годов служил в рядах Вооруженных сил, где приобрёл военную специальность инструктора по вождению БМП-1. В 1994 году окончил Нижнетагильский филиал Уральского политехнического института, где ему была присвоена квалификация инженера-механика колёсных и гусеничных машин.
Ещё во время учёбы начал работать на «Уралвагонзаводе» грузчиком. После окончания института занимал на «Уралвагонзаводе» должность инженера-механика, затем — начальника участка, заместителя начальника, начальника механосборочного цеха. С 2006 года работал на том же предприятии в качестве заместителя директора механосборочного завода по производству, заместителя начальника механосборочного производства. С августа 2011 года занял пост начальника сборочного цеха № 130 (сборочное производство танков) ОАО «Научно-производственная корпорация „Уралвагонзавод“ имени Ф. Э. Дзержинского».
Стал известен во время телемоста с Путиным в декабре 2011 года, когда высказался в поддержку Путина, заявив на всю страну следующее:

Здравствуйте, Владимир Владимирович!
Меня зовут Холманских Игорь. Я начальник сборочного цеха. Хотел спросить Вас про американские ПРО, но есть вопрос, о котором душа болит.
В трудные времена, Владимир Владимирович, Вы приезжали к нам на предприятие и помогли нам. Спасибо Вам за это. Сегодня наш многотысячный коллектив имеет заказы, имеет зарплату, имеет перспективу, и мы очень дорожим этой стабильностью. Мы не хотим возврата назад.
Я хочу сказать про эти митинги. Если наша милиция, или, как сейчас она называется, полиция, не умеет работать, не может справиться, то мы с мужиками готовы сами выйти и отстоять свою стабильность, но, разумеется, в рамках закона.
Спасибо.

Принял активное участие в кампании по выборам президента России 2012 года, поддерживая кандидата Путина. В частности, был одним из организаторов Комитета в поддержку Владимира Путина «Уралвагонзавода», являлся доверенным лицом кандидата в президенты Путина. Выступал против митингов против фальсификации выборов, проходивших после выборов в Государственную думу 2011 года. Заявлял, что на митинги ходят «„продвинутые“ бездельники, которые присвоили себе право говорить от имени всего народа». Холманских противопоставляет митингующим «горлопанам» сотрудников заводов и фабрик, рабочих и селян, к которым он причисляет и себя, заявляя «мы круглосуточно работаем на наших предприятиях, производим продукцию, которая приносит доход государству» … «нам некогда сидеть в интернете, некогда митинговать, мы работаем».
Поддерживая Путина, в то же время критиковал мэра Нижнего Тагила Валентину Исаеву, члена «Единой России».
В феврале 2012 года вошел в оргкомитет межрегионального общественно-политического движения (МОПД) «В защиту человека труда», призванного защищать права рабочих за пределами предприятий, а также обеспечивать поддержку курса Владимира Путина и бороться с «неуважаемыми народом» чиновниками. Движение было инициировано уральскими профсоюзами (в частности, руководством федерации профсоюзов Свердловской области), представителями заводов, руководством Свердловского отделения общественной организации предпринимателей «Опоры России». Предполагалось, что движение будет преобразовано в политическую партию.
В марте 2012 года Холманских был избран председателем совета Свердловского регионального отделения МОПД «В защиту человека труда».
18 мая 2012 года президент России Владимир Путин предложил Холманских стать его полпредом в Уральском федеральном округе. В этот же день президентом был подписан указ о назначении.
26 июня 2018 года уволен с поста полпреда президента в Уральском федеральном округе, 3 июля 2018 года выведен из состава Совета Безопасности Российской Федерации.
9 июля 2018 избран председателем совета директоров «Уралвагонзавода». В конце января 2020 года вышел из состава совета директоров АО «НПК «Уралвагонзавод».
В 2021 году, по собственным словам, переехал в Москву и возглавлял совет директоров одного из подразделений «Ростех».

## Семья
Женат, отец троих детей.

## Классный чин
- Действительный государственный советник Российской Федерации 2 класса (21 августа 2012)[21].
- Действительный государственный советник Российской Федерации 1 класса (7 октября 2013)[22].

## Интересные факты
- Вскоре после объявления о предстоящем назначении на пост полпреда в сети микроблогов Twitter появилось сразу несколько микроблогов, ведущихся якобы И. Р. Холманских. Все они оказались фальшивыми[23][24].
- В школьном возрасте стал кандидатом в мастера спорта по шашкам[25][26].